# Fueling Otto Bob
|  | Denne artikel er oprettet af botten Steenthbot ud fra en ekstern database. Den kan derfor have sproglige fejl eller mangler. Denne skabelon kan fjernes efter kontrol af indholdet. |

Fueling Otto Bob er en dansk eksperimentalfilm fra 2001 instrueret af Smike Kèszner.

## Handling
Fueling Otto Bob is Fueling Otto Bob